# NGC 2983
NGC 2983 é uma galáxia espiral barrada (SB0-a) localizada na direcção da constelação de Hydra. Possui uma declinação de -20° 28' 39" e uma ascensão recta de 9 horas, 43 minutos e 41,1 segundos.
A galáxia NGC 2983 foi descoberta em 10 de Março de 1785 por William Herschel.